# Mithraeum de Neuenheim
Le mithraeum de Neuenheim était un mithraeum situé à Neuenheim, un quartier de Heidelberg dans le land de Bade-Wurtemberg en Allemagne,.

## Historique

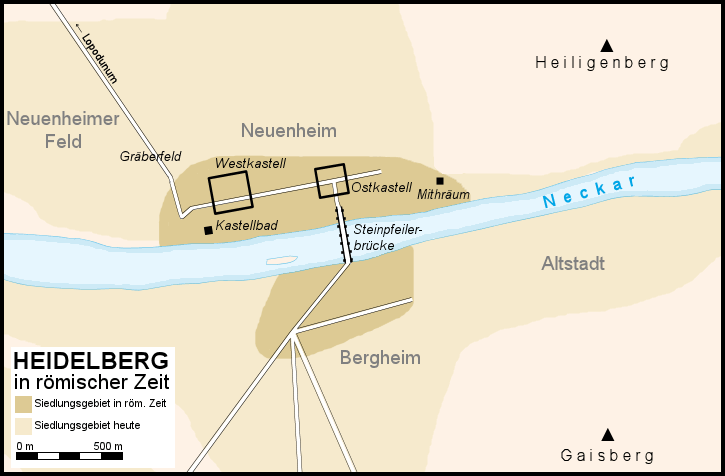
Neue nheim à 'époque romaine (emplacement du mithraeum).

Durant l'Empire romain la zone de Neuenheim était occupée par une colonie romaine composée d'un fort de cohorte fondé vers 70 apr. J.-C. et d'un vicus qui s'est installé autour. À la suite des invasions des Alamans, le vicus a été abandonné au IIIe siècle dans le cadre de la chute du limes de Germanie.
En 1838, un sanctuaire du culte de Mithra a été découvert au nord d'Heidelberg, près de l'entrée de Neuenheim. Il n'existe pas de description du sanctuaire.
Le bas-relief en grès rouge représentant la tauroctonie  mesure 2,26 m de haut sur 2,40 m de large. Il est conservé au Badisches Landesmuseum dans le château de Karlsruhe.

## Galerie

Détails de la tauroctonie
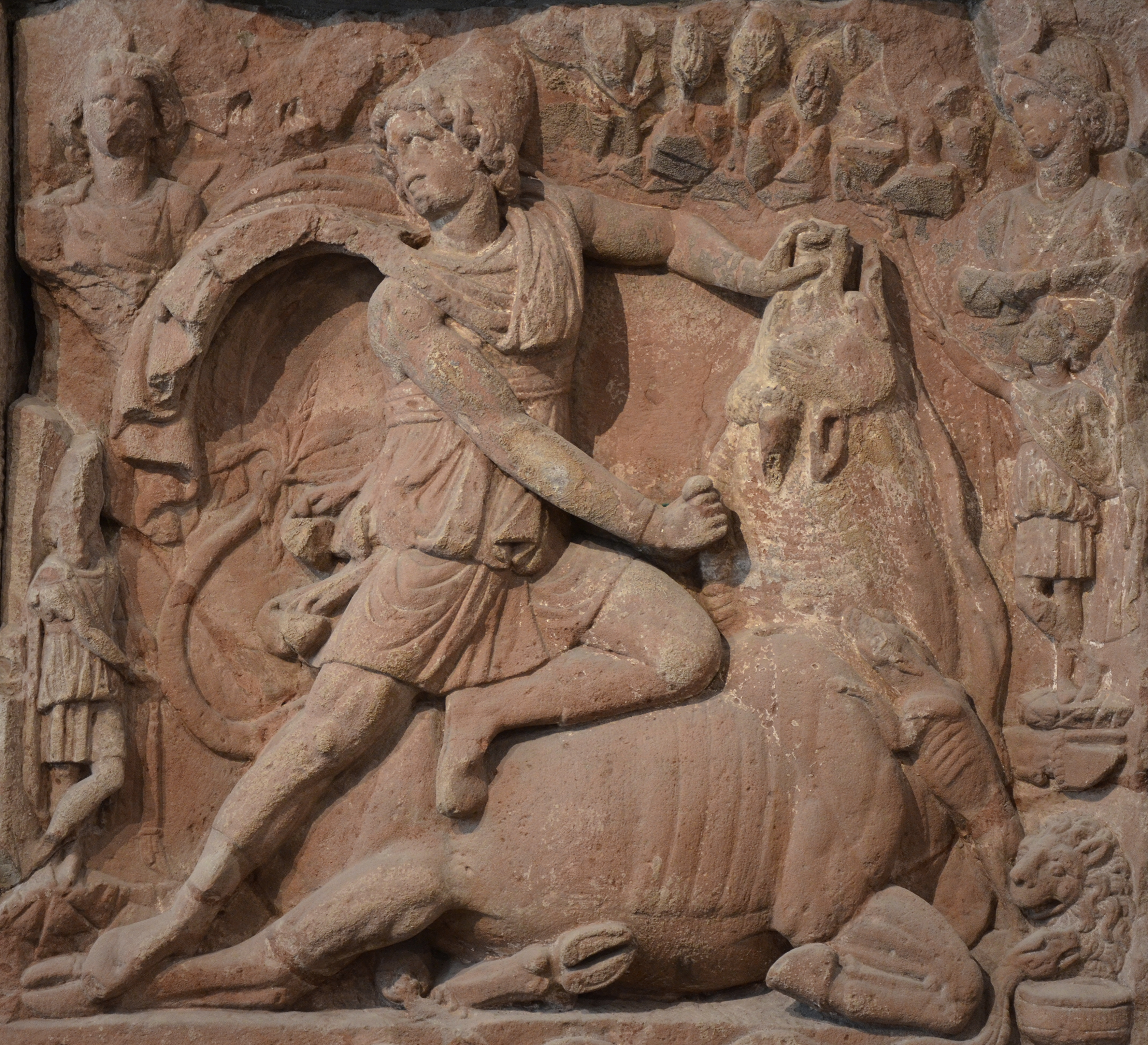
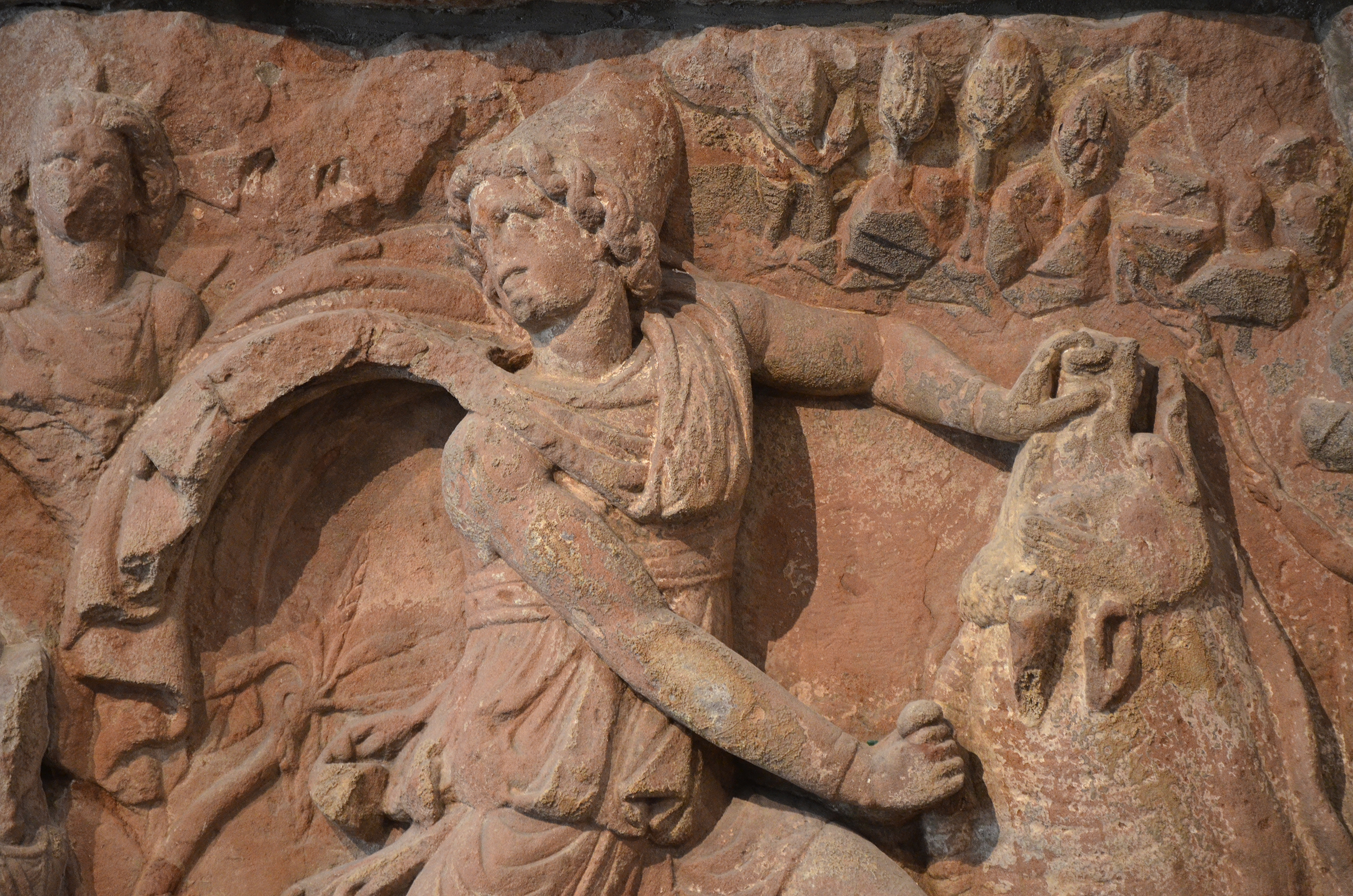